# Basilica di Santa Maria Assunta (Gandino)
La basilica di Santa Maria Assunta è il principale luogo di culto cattolico di Gandino, in provincia e diocesi di Bergamo; nel vicariato locale di Gandino. È una chiesa prepositurale, dal 17 maggio 1911 da papa Pio X a basilica minore.
Posta in piazza Emancipazione, nel cuore del vecchio centro storico, da sempre ha ricoperto grande importanza per i propri abitanti, come testimoniato dalle numerose elargizione che, fin dall'epoca medievale, le hanno permesso di dotarsi di importanti opere d'arte. Nel maggio del 1911 papa Pio XI la elevò al rango di basilica minore. È tra i monumenti di importante interesse storico artistico della bergamasca, e racchiude in sé elementi di area veneta, di area mitteleuropea, con la cupola a cipolla del campanile, e lombarda.

## Storia
I primi documenti che ne attestano l'esistenza risalgono al 3 maggio 1180, quando il vescovo di Bergamo Guala scrisse: «Clerici Ecclesiae Sanctae Mariae di loco Gandino», nonché gli atti testamentari redatti dal notaio Aragotti nel 5 agosto 1181. Nel 1233 venne menzionata negli atti che sancirono l'emancipazione comunale del paese, a dimostrazione dell'importanza ricoperta già in quel tempo.
Non si conoscono le dimensioni dell'antico edificio che doveva avere la torre campanaria e un porticato, in quanto l'atto del 6 luglio 1233 viene sottoscritto dagli abitanti “sotto il porticato di Santa Maria”.

### Il Quattrocento
Per venire incontro alle mutate esigenze della popolazione in costante crescita, nel 1421 il primitivo edificio lasciò il posto a una nuova struttura più grande, che risulta fosse ultimata nel 1423 e consacrata dal vescovo Francesco Aregazzi il 16 agosto 1430. Nel 1469 venne ulteriormente ampliata verso sud con l'aggiunta di una seconda navata, anche se l'interno doveva risultare asimmetrico come indicato nelle relazioni della visita pastorale di san Carlo Borromeo dell'autunno del 1575. Nella relazione del 1609 di Giovanni Giglio da Ravenna che era stato interpellato dal fabbriciere della chiesa Alessandro Castelli, risulta che la chiesa aveva una misura abbastanza ampia, “satis capax et ampla”,  dall'orientamento liturgico tradizionale con abside a est, con la cappella maggiore edificata nel 1575 separata da un'inferriata dall'aula. Vi erano inoltre nove altari interni e due esterni alla chiesa. La relazione testimonia la presenza di tre aperture complete di protiro poste su tre lati del luogo di culto.

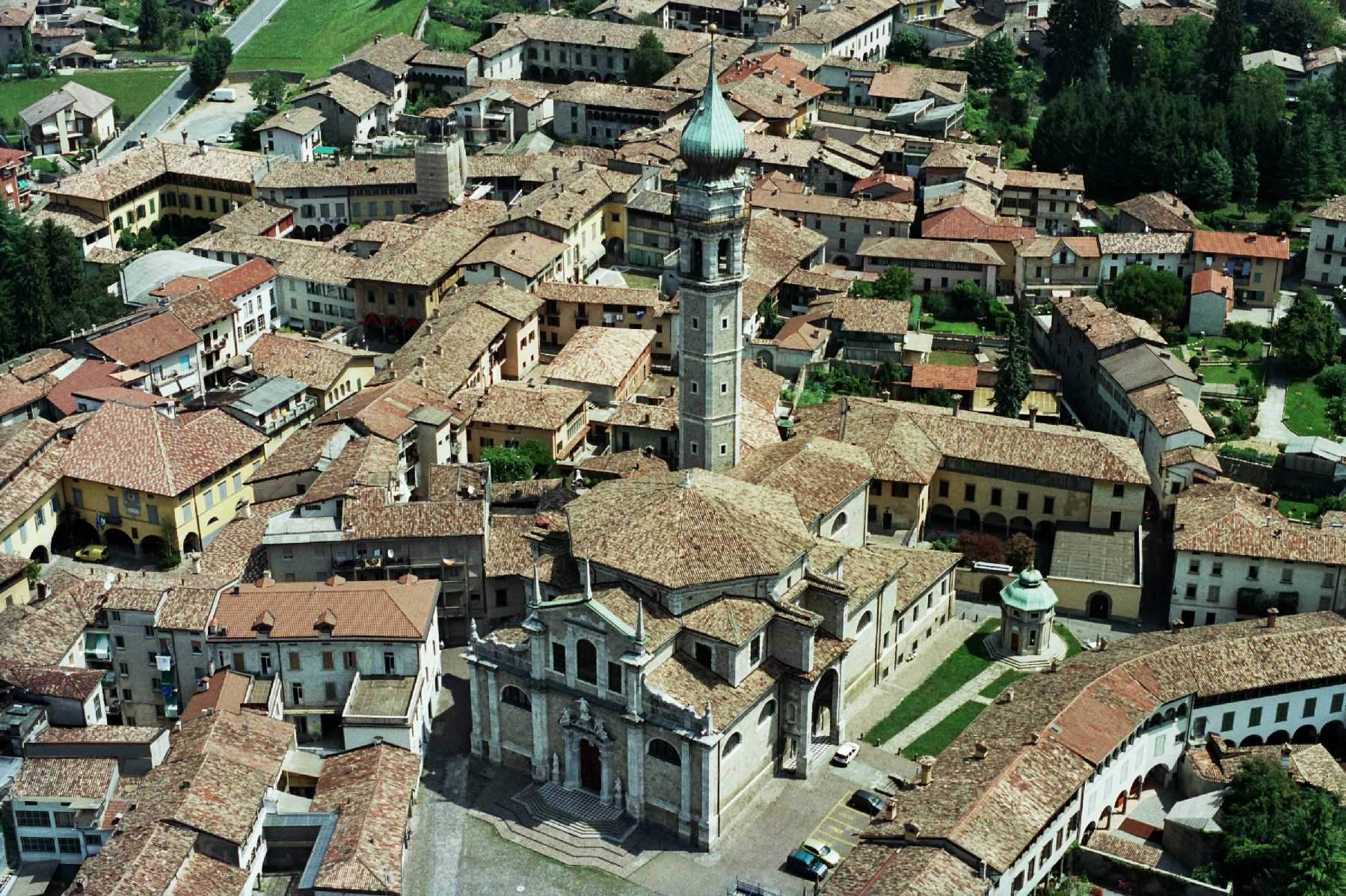
La basilica vista dall'alto

Il campanile era posto sul lato sinistra dell'abside, e vi erano due sagrestie di misure differenti. Un documento del 1445 descrive che l'altare maggiore era completo anche di una cripta. La controfacciata presentava affreschi rinvenuti durante i restauri del 1992, mentre quando è stato recuperato degli antichi arredi è stato poi ospitato nel museo della basilica. 
La chiesa dipendeva dalla pieve di Nembro e, come tutte le parrocchie che dipendevano da una pieve, i suoi presbiteri dovevano recarsi il Sabato Santo a ritirare gli Oli Santi nella chiesa plebana. La decisione fu unilaterale, poiché dopo ormai quarant'anni anni che non veniva più fatto a Nembro, bensì in cattedrale a Bergamo, l'arciprete di Nembro Giovanni dalla Costa il 26 marzo 1425 fece un accordo con il clero e il popolo locale per accettare che loro ritirassero il Crisma direttamente a Bergamo, purché questo fosse solo per gli abitanti della parrocchia. La chiesa risulta avesse ottenuto giuspatronato della comunità di Gandino e elevata da papa Pio II a prepositurale plebana nel 1459, quando era già staccata da quella di San Martino di Nembro, ottenendo la giurisdizione anche sulle parrocchie vicine.

### Il Seicento

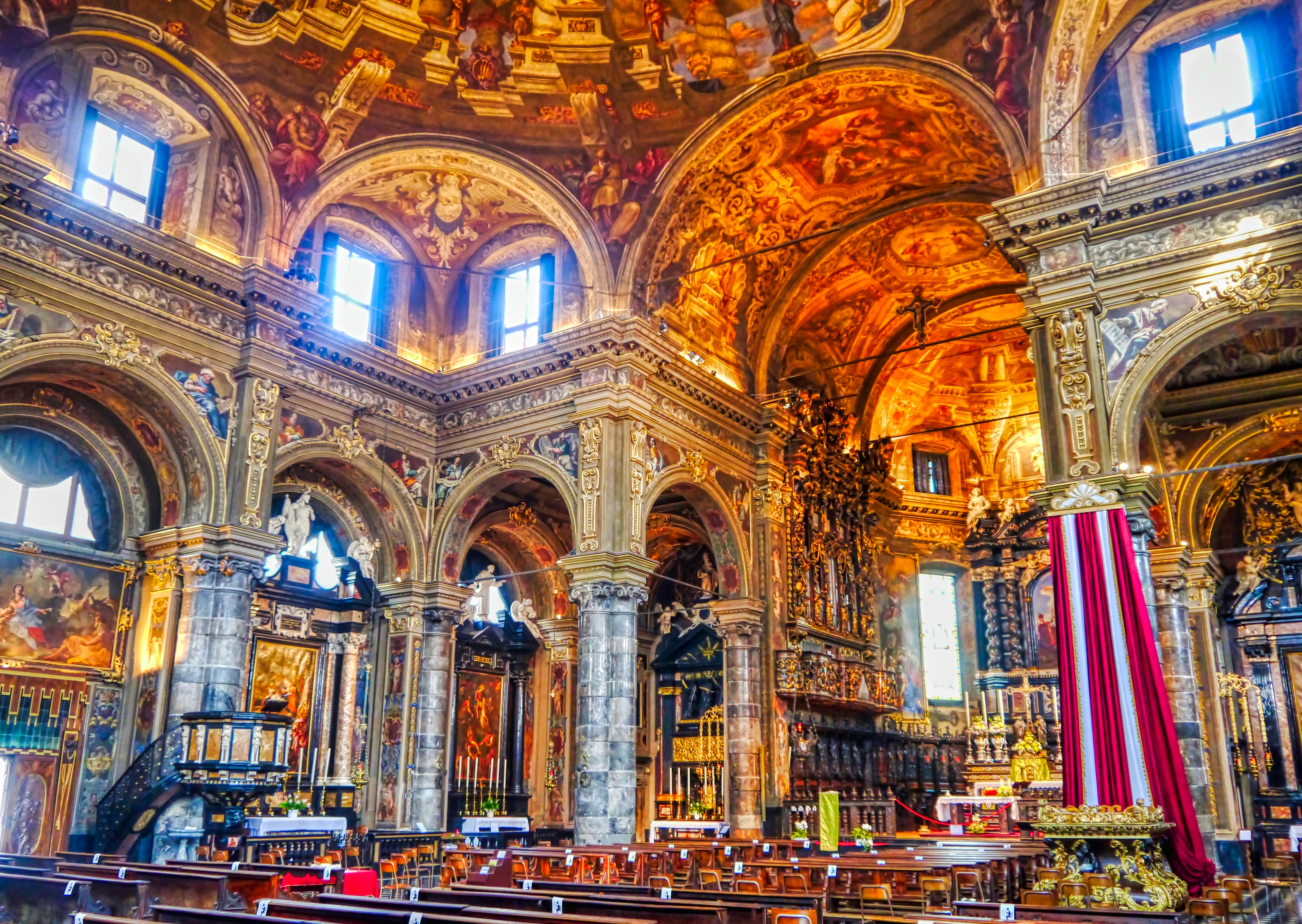
Gandino Basilica di Santa Maria Assunta Interno

Le continue piccole modifiche e l'aumento dei credenti confermarono la necessità di operare una modifica definitiva alla struttura, si decise quindi un definito ampliamento nei primi anni del XVII secolo. Il curato Giovanni Battista Rizzi nel 1603 pose la questione presso il consiglio comunale, poiché dal 1575, dopo la visita diocesana dell'arcivescovo di Milano san Carlo Borromeo, che chiedeva l'adeguamento architettonico come indicato dal Concilio di Trento, che la chiesa era oggetto in continuazione di piccole modifiche non risolutive alla sua riqualificazione. Fu murata la lapide nel lato sud dell'edificio per confermare l'inizio dei lavori. Il progetto fu affidato al gandinese Paolo Micheli, che lasciò le pareti nord e ovest della struttura già esistente, aggiungendo una terza navata. Il 14 agosto 1623 fu benedetta la prima pietra, dando inizio ai lavori che richiesero sostegno economico da tutta la cittadinanza: 
I lavori iniziati nel 1623, con il programma di rifacimento completo. I lavori ebbero un rallentamento nella costruzione a causa dell'ondata di peste del 1630, che uccise anche il progettista. Documentato il contagio nella data del 28 giugno 1630, quando la costruzione era sicuramente già in buon stato di avanzamento, quindi adatta alla sepoltura dei rappresentanti delle più importanti famiglie gandinesi, ma proprio il fetore che risultava da queste sepolture portò alla chiusura della chiesa con il trasporto del Santissimo Sacramento e delle reliquie dei santi patroni nella vicina chiesa di Santa Croce. Il periodo fu presto superato in quanto un documento del 1631 racconta di una processione dalla chiesa di Santa Croce a quella mariana con il riposizionamento dell'antico tabernacolo.
La chiesa fu terminata con la costruzione della grande cupola a opera di Giovan Maria Bettera nel 1640, su progetto di più architetti con l'ausilio di maestranze di elevata esperienza e capacità.
Per la realizzazione della nuova chiesa, furono alienati alcuni beni mentre altri furono conservati, come le balaustre in bronzo di Corinzio datate 1590 opera di Francesco detto Lagostino commissionate dai fratelli Giovanelli.

La basilica venne intitolata a santa Maria Assunta e consacrata il 13 settembre 1654 dal vescovo di Parma originario di Gandino Carlo Nembrini, anche se non era ancora terminata, furono infatti collocati gli undici altari laterali e i loro decori solo successivamente. Nel 1733 fu rimossa l'antica pavimentazione e posate le lastre ottagonali in marmo nero con parti in marmo bianco.
La grande chiesa fu elevata a basilica minore nel 1911 da papa Pio X, e nel 1932 fu rimosso l'altare maggiore per la costruzione della nuova cripta.

## Descrizione

### Esterno
La chiesa è preseduta dall'ampia piazza digradante che accompagna fino alla gradinata, ponendo il frontone a presentarsi in modo imponente.
La struttura, rimasta sostanzialmente invariata, presenta una copertura costituita da una successione di spioventi posti a differenti altezze, detta facciata a saliente, composta in pietra locale con intensità calda, che fa risaltare lesene e cornicioni di tonalità chiara. Sulla facciata composta su due ordini, che si può vedere in tutta la sua completezza dal termine della grande piazza, i portali furono realizzati dai veneziani Domenico Rossi e Antonio Cavalleri, mentre le statue di figure zoomorfe furono scolpite in pietra di Rovigno da Paolo Callolo e Paolo Groppelli nel 1712. 

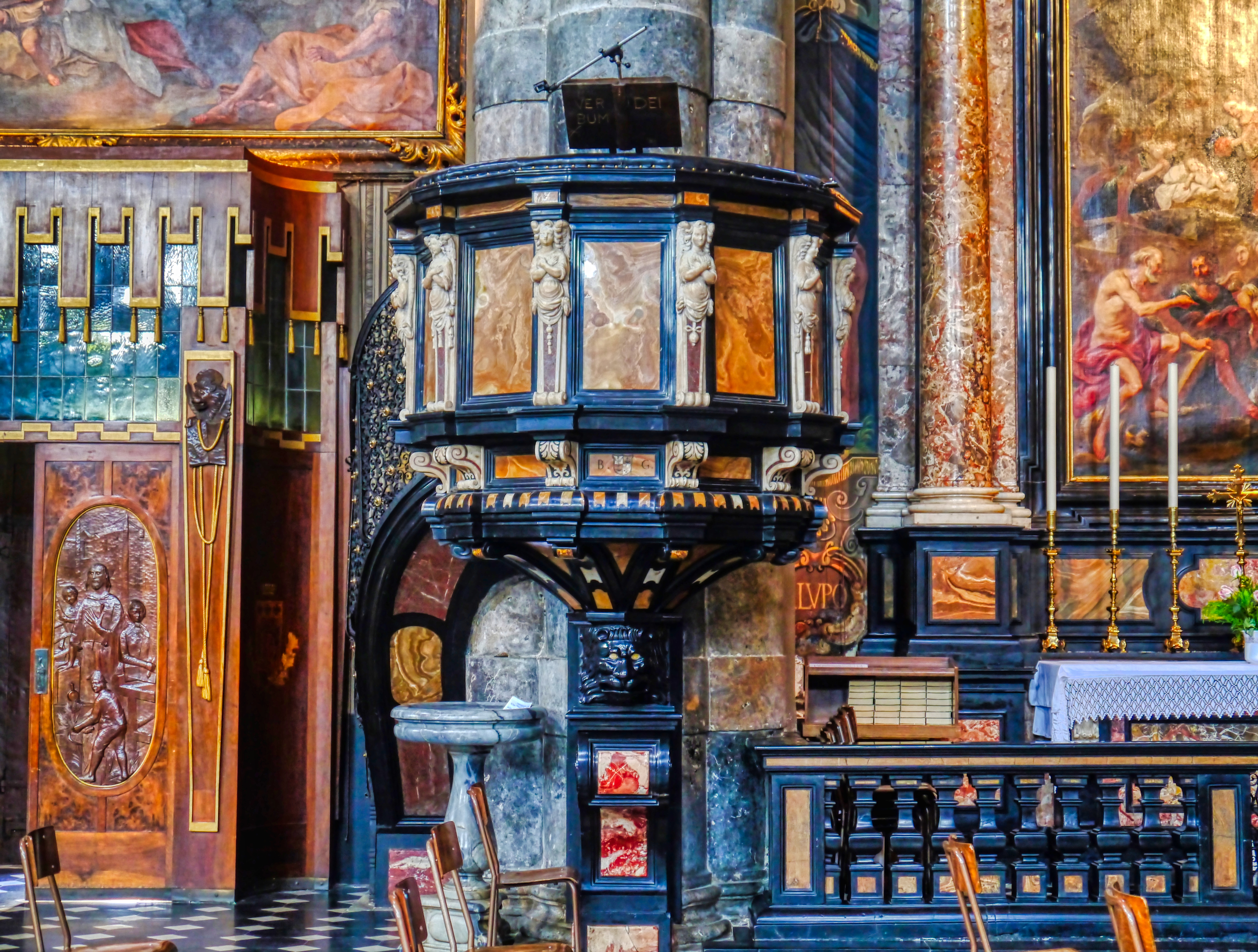
Gandino Basilica di Santa Maria Assunta Interno Navata Pulpito

La complessità dell'edificio è visibile anche lateralmente, da dove si nota come la chiesa sia isolata dalle costruzioni intorno.
Il portale centrale, realizzato grazie alla donazione di Girolamo Castello, fu disegnato da Domenico Rossi, eseguito nel 1712 dallo scultore Antonio Cavallieri nella sua bottega veneziana e poi trasportato via fiume fino a Palazzolo, poi con carri fino a Gandino. Il timpano spezzato ospita lateralmente le statue di due angeli, al centro la statua della Madonna Assunta, opere di Paolo Callolo. Le statue dei santi Quirino e Flaviano sono state realizzate nel 1740. Questi sulla parte dell'arco, riporta la scritta: “BASILICA S. MARIAE ASSUMPTAE EX DECR. MCMXI PII X P.M.”. Nella parte superiore divisa in due sezioni un'ulteriore scritta:  “EQUES HIERONIMUS CASTELLI – PORTAM HANC CONSTRUI LEGAVIT ANNO - MDCCXII”.

#### Campanile
Sulla struttura svetta la torre campanaria a pianta esagonale, alta 77 metri, eseguita per la parte muraria nel 1657. È il campanile più alto della val Gandino, con cupola a cipolla di derivazione mitteleuropea, dotata di una cuspide in rame alta 13 metri. Questa cupola fu realizzata da Giovanni Bettera, nipote di quel Bettera che aveva realizzato la cupola interna alla chiesa. Fu coperta con rame dal bolzanino Francesco Shgraffer e dal trentino Paolo Sterzl e dorata nel 1677. Il campanile possiede un concerto di 10 campane in SI datate dal 1786 al 1822, opere di Giacomo Crespi, salvate dalla requisizione durante la seconda guerra mondiale dall'allora parroco Giovanni Marconi.
La croce posta sulla cuspide riporta l'iscrizione “Cristo difendi da ogni male questa borgata gandinese”.

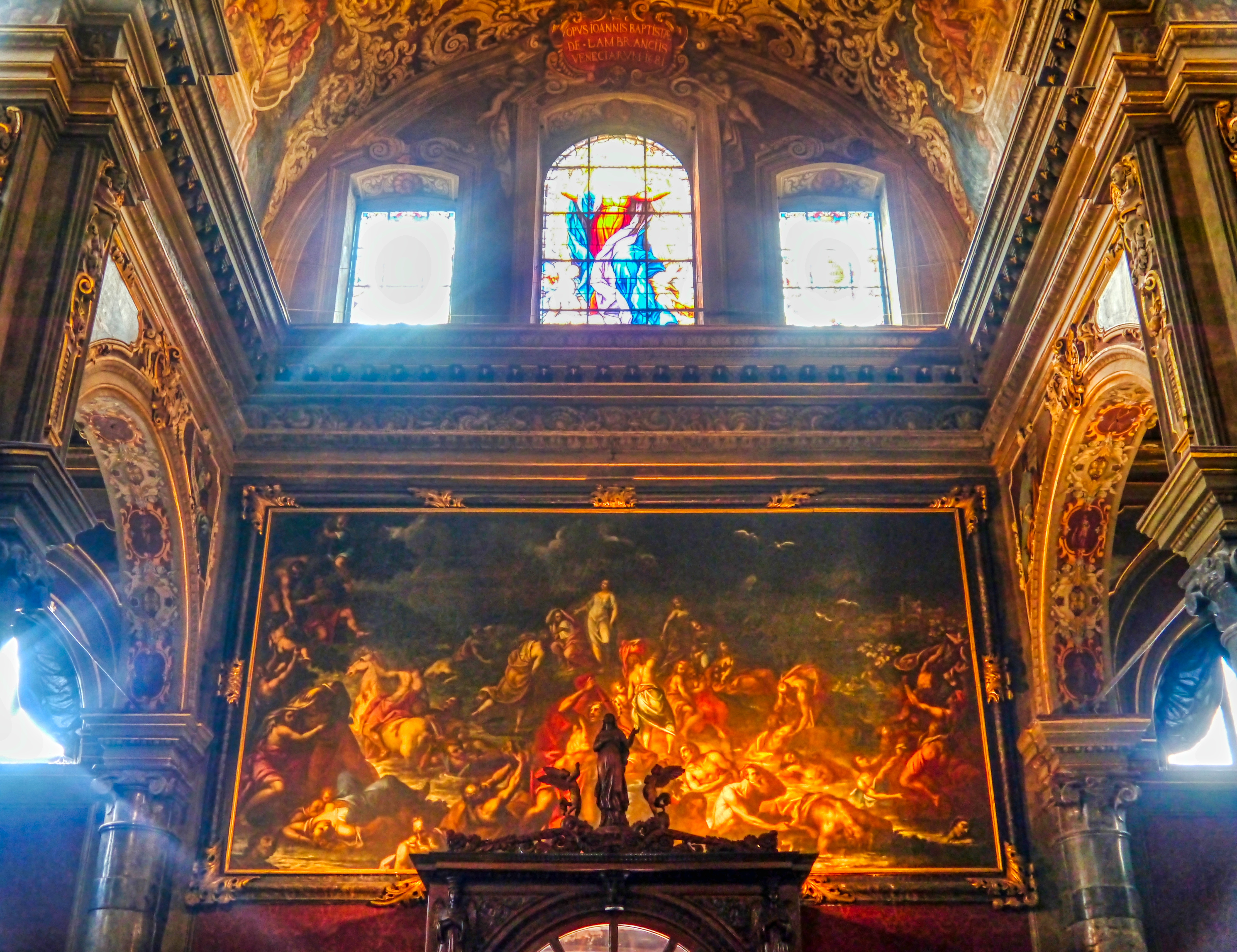
Controfacciata con dipinto del “Diluvio universale” di Paolo Zimengoli e vetrata dell'Assunta di Virginio Muzio

### Interno
Si accede all'aula a unica navata, a pianta quadrata, come se fosse un unico grande transetto dove quattro pilastri polilobati di grandi dimensioni reggono la grande cupola costruita nel 1640 da Giovan Battista Bettera, su progetto de bresciano Antonio Comino. Vi si accede dagli ingressi attraverso le bussole in legno, di cui la maggiore risale al 1831, eseguite su disegno di Alessandro Finazzi da Giuseppe Licini originario di Bergamo in via Borgo Canale. I battenti presentano le raffigurazioni dei santi padroni cittadini: Ponziano, Valentino, Quirino e Flaviano. Quelli laterali raffigurano i santi Giovanni Battista, Antonio da Padova, Gaetano di Thiene e Antonio Abate. Vi sono inoltre le figure degli apostoli e centrale l0immagine di Maria Assunta titolare. Le bussole agli ingressi laterali furono poste solo nel 1962 eseguite da Angelo Gritti e raffigurano i simboli degli evangelisti in bassorilievo.
La grande navata è undici altari, di quattro cappelle angolari e termina con l'ampia zona presbiteriale delimitata dalla balaustra in bronzo, con volta a botte decorata da Ottaviano Viviani. Gli antichi arazzi donati dalla famiglia Castello che raccontano le Storie della vita di Maria Vergine datati 1580 e realizzati da Cornelio ed Enrico Mattens a Bruxelles, furono rimossi con il rifacimento seicentesco e sono conservati nel museo della basilica. L'aula presenta in tutti gli altari il medesimo progetto architettonico omogeneo a indicare che, sebbene la loro realizzazione si protrasse nel tempo, gli architetti hanno sempre ritenuto importante, presentando un medesimo stile anche nelle cappelle laterali con l'unica eccezione l'altare dedicato ai santi patroni.

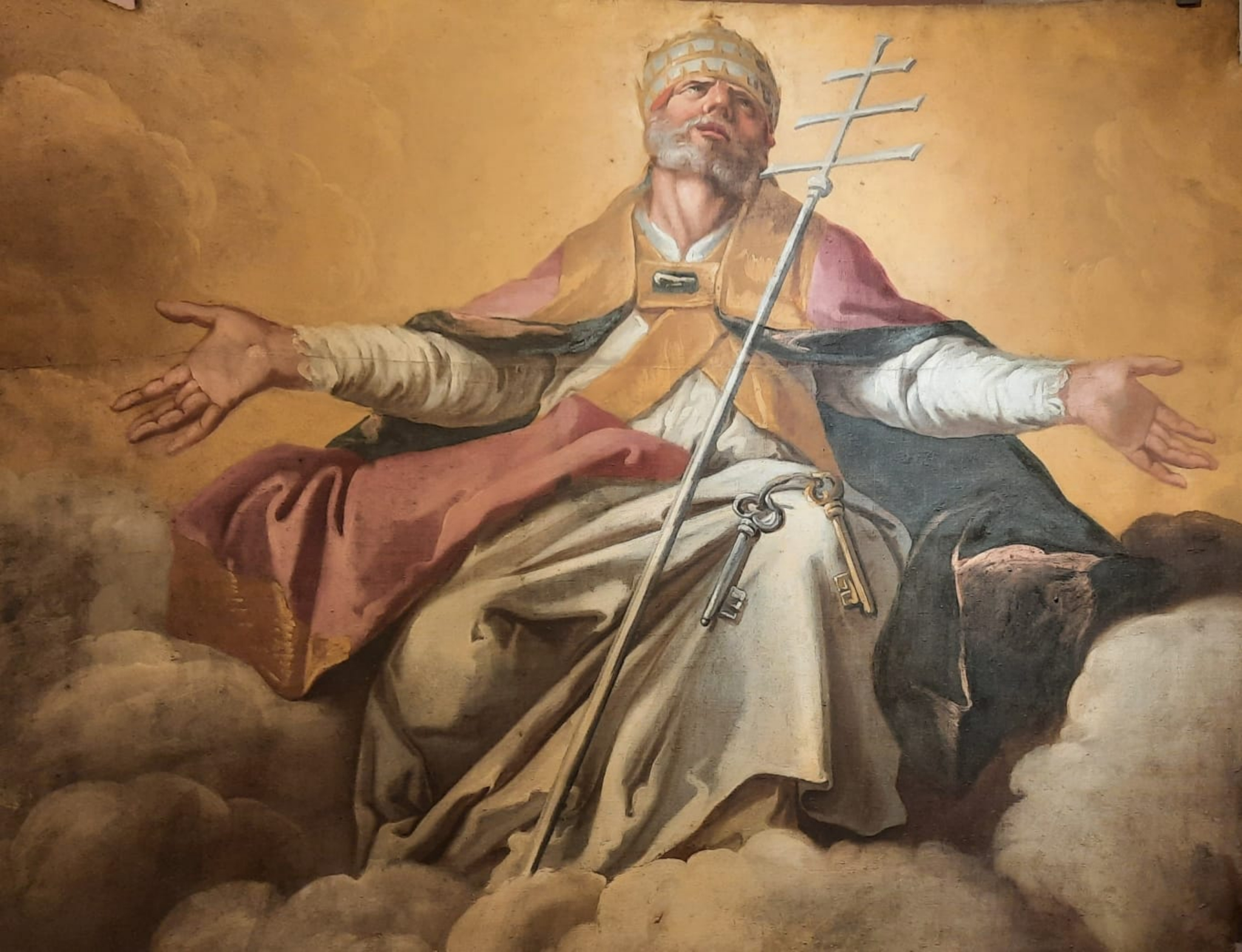
San Pietro da Giacomo Ceruti

Il cornicione posto a un'altezza di 12,5 m. presenta le 28 tele eseguite da Giacomo Ceruti raffiguranti profeti e personaggi dell'antico testamento. Ognuno tiene un cartiglio che riporta una frase che li rende identificabili: partendo da sinistra si trova : Giosuè, Zaccaria, Nahum, Malachia, Moah, Anacuc, Isaia, Salomone, Giobbe, Daniele, Geremia, Baruc, Osea, Salomon, Ezechiele, Profeta, Abdia, Tobia, Gioele, Amos, Salomon, Daniele, Davide, Aggeo, Siracide, Sofonia, Michea, Giona. I dipinti non furono eseguiti contemporaneamente, quelli conservati presso gli ingressi sono datati 1734 in stile tardo seicentesco, mentre gli altri risalgono al 1737, ben visibile la differenza di stile dove risultano evidenti gli studi sulle opere del Tiepolo che il Ceruti aveva conosciuto nel suo periodo veneziano, e di Sebastiano Ricci. Dell'artista la chiesa conserva altre dodici opere diventando il suo ciclo più completo.
La controfacciata ospita la grande tela dall'effetto molto scenografico di Paolo Zimengoli datata 1718 raffigurante il “Diluvio universale”, lavoro che coprì i dipinto a fresco e a medesimo soggetto di Jachominus di Crema nella chiesa originale del XV secolo. Conclude la controfacciata la grande vetrata a tutto sesto opera tedesca eseguita su disegno di Virginio Muzio nel 1898.
Sempre sulla parete di fondo sono conservati i quattro confessionali di cui due opere scultoree di Andrea Fantoni realizzati su disegno di Giovan Battista Caniana tra il 1721 e il 1724 destinati al parroco e al vicario cittadino.

#### Cappelle e altari
Le diverse scuole e congregazioni presenti e i molti donatori hanno costruito e ampliato nel tempo gli altari e le cappelle presenti nella chiesa che si presentano partendo da sinistra:
Altare di San Giovanni Battista
Il primo altare partendo a sinistra è dedicato a san Giovanni Battista la cui costruzione risale al 1661, edificato su commissione di Giovan Battista Giovanelli figlio di Gualtiero. Sviluppato con quattro colonne in marmo occhiolino completo di specchiature in alabastro e fregi in marmo di Carrara che lo fanno presentare maestoso. La pala d'altare “Battesimo di Gesù nella acque del Giordano” è opera del gandinese Francesco della Madonna. L'altare presenta sul fastigio statue opere del fiammingo Arrigo Merengo della metà del Seicento e raffigurano il santo titolare al centro e lateralmente i profeti Isaia e Geremia. Due angioletti musici annuncio l'arrivo di Giovanni quale portatore di una importante missione. La volta della cappella ospita il dipinto a fresco di Giacomo Ceruti “Decollazione” ridipinta dal gandinese Ponziano Loverini. La cappella era originariamente dedicata al sacramento battesimale. Il fonte è conservato nel battistero ottagonale posto a fianco della basilica, lavoro di Battista de Mendossi risalente al 1565.
Altare di Sant'Antonio di Padova
Il secondo è dedicato al santo da Padova, santo di cui vi era una forte devozione e quindi fu voluto dai gandinesi e dai parroci, anche se non si è a conoscenza di chi lo abbia realizzato completo delle statue del santo e di due angeli posti sul fastigio. La pala Visione di Gesù Bambino, evento della vita del santo, è di Giovanni Manfredini del 1790 circa presenta l'icnografia voluta dalla controriforma. Lateralmente vi sono affrescate due figure muliebri, una con un libro e una fiaccola e la seconda con la croce e il teschio a indicare i simboli della salvezza dell'umanità. Lateralmente vi è la tela del 1715 raffigurante Riposo dalla fuga in Egitto di Antonio Balestra. Il dipinto è particolarmente drammatico, con il Bambino posto centrale appoggiato su di una croce, circondato da un coro di angeli porgono gli strumenti della passione e a fianco la Madonna, mentre san Giuseppe è posto sul lato destro della tela.
Segue il pilastro dove si appoggia il pulpito del 1657 di grandi dimensioni dalla forma ottagonale. Le sezioni sono divise in spicchi d'alabastro di Gandino e da lesene composte da cariatidi in marmo bianco. Il pulpito fu commissionato da Benedetto Giovanelli come indicato dalle iniziali poste nella parte centrale dello stemma. Il pulpito era adornato da un baldacchino di stoffa rimosso solo nel 1978 e conservato nel museo della basilica.
Altare della Natività e di Sant'Alessandro
L'altare realizzato nel 1659 presenta lo stemma della famiglia di Bartolomeo e Alessandro Savi che lo avevano commissionato posto sul paliotto. L'altare è completo dalla pala raffigurante la Nascita di Gesù con i santi Gerolamo, Alessandro di Bergamo e angeli, opera di Gian Cristoforo Storer di Costanza. L'altare ospita il fastigio con le statue di due angeli e il santo di Bergamo opera di Giuseppe Siccardi del 1932. A fianco vi è la raffigurazione di santa Grata di Bergamo con i fiori nati dal martirio di sant'Alessandro e san Lupo suo padre.
Altare dei Morti

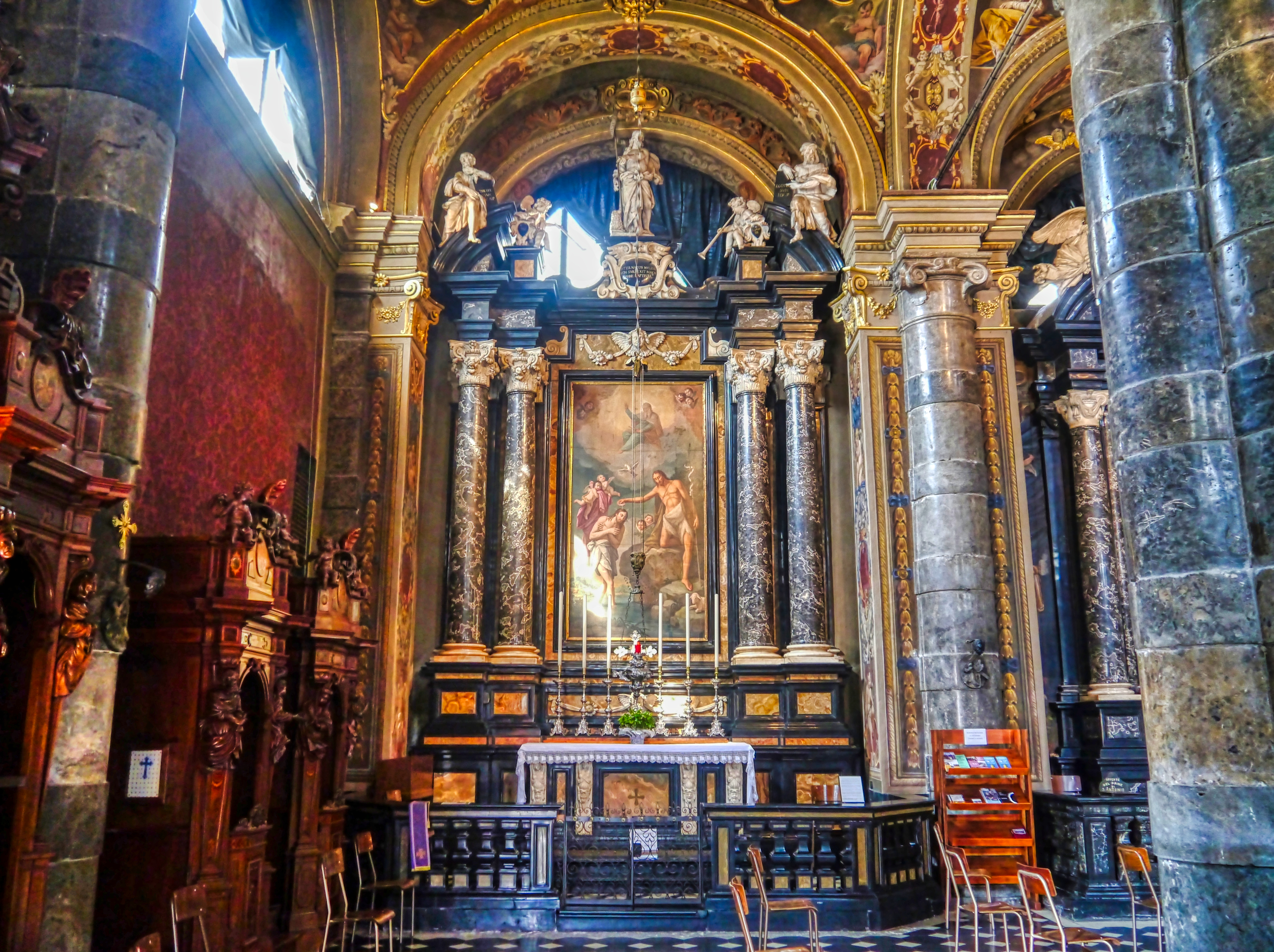
Gandino Basilica di Santa Maria Assunta Interno Altare laterale

Il quarto altare è dedicato al culto del suffragio, tema che si era reso molto attuale dopo la peste del 1630 che aveva decimato la popolazione gandinese, e innalzato nel 1672 per volontà del consorzio della Misericordia, e si presenta in marmo nero di Gazzaniga completo delle statue del fastigio raffiguranti due angeli e san Francesco d'Assisi opera del 1932 di Giuseppe Siccardi in ceppo di Vicenza. Il consorzio della Misericordia era una congregazione di laici che si dedicavano a opere d'assistenza dei deboli e sussistenza per i più poveri. Fu poi dato in gestione alla confraternita del santo Suffragio. L'altare ospita la pala Pietà e il purgatorio opera di Luca Sanza di Pasau del 1699 che raffigura la Madonna che regge i Figlio morto in croce per la salvezza delle anime che poste nella parte inferiore della tela, bruciano nelle fiamme degli inferi e chiedono soccorso e salvezza. Accanto alla Vergine vi è la raffigurazione di san Giuliano, santo a cui era precedentemente dedicata la statua poi posta nel museo della basilica.  La cappella è completamente decorata con soggetti a tema della morte, del peccato e della salvezza. La parte ospita anche il dipinto Apparizione di Cristo risorto alla Maria Maddalena del 1734 di Giacomo Ceruti.
Altare dei santi patroni
L'altare si presenta di diversa struttura dagli altri, costato anche il doppio degli altri altari; è dedicato ai santi patroni: Ponziano, Valentino, Quirino e Flaviano, le cui reliquie conservate, sono giunte a Gandino tra il 1623 e il 1654. L'altare fu commissionato da Francesco Nembrini perché accogliesse la sua sepoltura. La lastra della sua tomba è conservata nello scurolo, luogo posto accanto alla cripta. Si presenta con due paraste nere scanalate coronate dal capitello ionico nero dorato, che reggono il timpano nero dove centrale sono presenti tre palme in oro simbolo del martirio. Centrale il sarcofago con le statue dei tre santi in rame sbalzato. opera di Giovanni Schmidel di Norimberga del 1646. L'arca fu ingrandita da Manfredo Aglio e le dorature furono eseguite dall'orafo Pietro Ceredi. L'altare accoglie opere di numerosi artisti. Le statue in marmo bianco della metà del Seicento poste sul fastigio raffiguranti due angeli e san Ponziano sono opera del fiammingo Arrigo Merendo.
Tre grandi tele completano la cappella opera di Giacomo Ceruti: San Ponziano in gloria, San Quirino, e san Valentino. Di Francesco della Madonna sono le due tele laterali: San Giusto e Sant'Abbondio in contemplazione.
Altare di San Pietro
L'altare dedicato a san Pietro era già presente nella chiesa quattrocentesca, si conserva nel museo la statu del santo titolare lavoro di Pietro Bussolo e presenta la medesima architettura di quello dei santi patroni da Andrea Manni dal figlio di Gerardo Alessandrini, Benedetto. Il paliotto ospita due tondi con le raffigurazioni di san Pietro e san Gerardo.  L'altare conserva la pala di Gian Giacomo Barbelli del 1647: Cristo che consegna le chiavi del regno dei cieli a san Pietro.

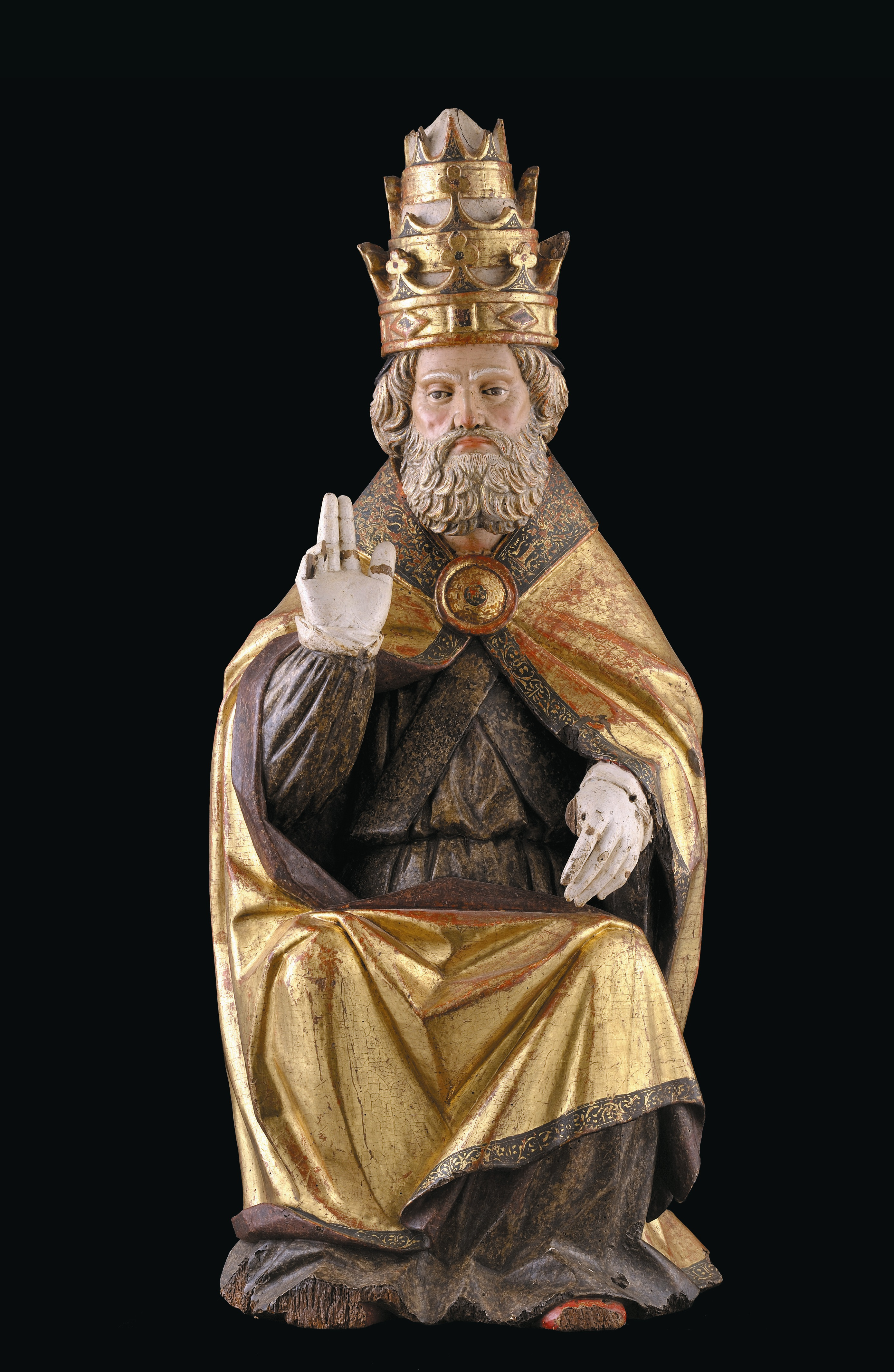
San Pietro (Pietro Bussolo)

San Pietro è raffigurato inginocchiato davanti a Gesù nell'atto di ricevere le chiavi mentre altri apostoli fanno da testimoni, in tutto inserito in un'architettura neoclassica. Il frontone ospita l'affresco raffigurante il santo con la scritta: «Tu sei Pietro e su questa pietra edificherò la mia chiesa» sempre del Ceruti realizzato nel 1734. Vi sono raffigurati tre angeli a indicare i tre poteri della chiesa: quello spirituale, quello della città di Roma e della cristianità. Vi sono inoltre le tele sempre del Ceruti raffiguranti San Pietro rattristato per il canto del gallo, San Pietro liberato dalle catene . Il fastigio conserva le statue di Siccardi degli angeli con san Pietro.
Altare del Santissimo Sacramento
L'altare in marmo nero del Belgio, doveva essere il luogo di sepoltura della famiglia Giovanelli. La lastra tombale è conservata nello scurolo. L'altare ospita la tela di Simone Cantarini Incoronazione della Vergine del 1647 circa dove è raffigurata la città di Ancona dove l'importante famiglia aveva possedimenti. La tela mostra una composizione dove i soggetti raffigurati sono posti agli angoli su di un ipotetico triangolo; nella parte inferiore i santi patroni della famiglia: san i Vincenzo levita e san Benedetto. Centrale la Vergine posta su di una nuvola sorretta da angioletti, e laterali Gesù sul lato sinistro e a destra Dio padre che reggono una tiara dove vola la colomba dello Spirito Santo. Al di sopra della tela vi è la scritta «TRINO ET UNO – TER ET UNICA». Il fastigio ospita le statue della Fede, Speranza e Carità.
Altare del Sacro Cuore
L'altare era dedicato al Santissimo Nome di Gesù e aveva il giuspatronato della confraternita omonima. L'altare fu edificato per desiderio di Serafino Bertocchi con Giovan Maria Giovanelli. Ospitava la tela del napoletano Pietro Mango e raffigura la Circoncisione di Gesù eseguita nel 1655 poi posta nel museo della basilica per essere sostituito con il dipinto di Pietro Servalli raffigurante Ultima Cena. che presenta una iconografia nuova, con l'unione di Cristo che con l'eucaristia dona il suo cuore e il suo amore volto a tutti i popoli. L'altare si conclude con il fastigio opera di Siccardi con due angeli e la raffigurazione del sacro cuore del 1932. Laterali due affreschi con figure femminili
A fianco la porta laterale conserva le sculture opere di Angelo Gritti e il dipinto Adorazione dei magi opera di Santo Prunati del 1716.
Altare della Madonna del Rosario
L'altare fu innalzato nel 164a da Gian Andrea Manni su commissione di Giovanni Marco Marinelli e della confraternita del Santo Rosario. Si sviluppa su due colonne con capitelli d'ordine corinzio che reggono il fastigio dove sono presenti le statue della Madonna del Rosario e due angeli. Lateralmente vi sono affrescati santa Rosa e san Domenico. La piccola pala raffigurante San Domenico adorante l'immagine della Madonna col Bambino  opera di Domenico Carpinoni della metà del Seicento con i quindici misteri del rosario, mentre l'immagine della Vergine è lavoro di Ponziano Loverini che ha sostituito il dipinto quattrocentesco a medesimo soggetto, che era stato eliminato per la posa della statua della Madonna vestita poi posta nel museo della basilica.
La confraternita del Santo Rosario aveva fornito l'altare di tre lampade e arredi in argento purtroppo requisiti durante le occupazioni napoleoniche.
Altare della Madonna della Cintura
L'altare si presenta in forma molto maestosa completo di sei colonne in capitelli d'ordine ionico che reggono il timpano semicircolare spezzato e il fastigio dove sono poste le statue di figure femminili. la cimasa ospita la scritta “se chiedi chi ha fatto costruire l'altare, non è importante saperlo, perché siamo soltanto degli uomini”. L'altare fu edificato su commissione dei fratelli Nicolò e Francesco Rizzi e Gian Antonio Ciranello, e realizzato nel 1657 da Carlo e Antonio Carra. L'affresco posto sulla volta raffigurante Giuditta con a testa di Oloferne fu eseguita da Giacomo Ceruti nel 1734 e ridipinta sempre da Loverini. A completamente vi è la via crucis opera di Giuseppe Siccardi sulle colonne e semicolonne. Alberto Marinoni e Giuseppe Rota sono gli affrescanti del 1897 delle pareti laterali e di fondo.
Presbiterio
La zona presbiteriale preceduta dalla gradinata in marmo nero di Gazzaniga, è chiusa da una balaustra in bronzo di Corinto datate 1590, opera di Francesco detto Lagostino e commissionata dai fratelli Nicola, Andrea e Silvestro Giovanelli come indicato nell'epigrafe: «in onore della Santissima Genitrice di Dio per gli innumerevoli e massimi doni loro fatti». Il manufatto di forma rinascimentale, si alterna in gruppi di tre pilastrini che reggono la trabeazione dove sono posti vasi ornamentali. 
L'altare maggiore fu consacrato dal vescovo di Parma gandinese Carlo Nembrini il 13 settembre 1654. L'opera in marmi policromi è ornata da sei candelabri del XVII secolo in bronzo, mentre il crocifisso opera di Renato Bonizzi e la Madonna con san Giovanni di Siccardi così come il paliotto bronzeo. L'ancora composta da quattro grosse colonne coronate da capitelli corinzi in marmo occhialino lavoro della famiglia Fantoni di Rovetta, e ospita la tela Maria Assunta con i santi patroni lavoro di Ponziano Loverini del 1924.
Il fastigio ospita cinque statue, probabili lavori di Andrea Fantoni in legno sbiancato raffiguranti centrale la Madonna Assunta che tiene il libro dei sette sigilli, due angeli e altre due immagini femminili laterali.
Il presbiterio è illuminato dalle due grandi vetrate realizzate in Germania e disegnate da Virginio Muzio nel 1898, mentre due grandi tele di Ceruti sono ospitate lateralmente e raffigurano Nascita della Vergine e Transito di Maria.
La zona termina con il coro ligneo opera di Ignazio Hillepront, composto da 25 stalli che conservano al centro dei dossali completi di decori a foglie d'acanto un ovale dove sono raffigurate in bassorilievo le storie della Vergine. Gli stalli sono divisi da braccioli a volute e da lesene decorate a foglie d'acanto e putti atti a giocare. Il coro fu realizzato nel Seicento ma risulta essere completo solo nel 1718. Del XVI secolo sono i due scranni vicini al banco dei parasti ospitano sulla cimasa lo stemma dell'importante famiglia Del Negro, sedili destinati al parroco e ai più alti prelati. 
In barocco si presentano le due mostre d'organo poste laterali alla zona presbiteriale, realizzata nel 1858 da Adeodato Bossi-Urbani quella posizionata a sinistra completa della cimasa raffigurata i profeti Isaia, Davide e Geremia, e nel 1720 di Giacinto Pescetti quella a destra, mentre le cantorie seno sempre lavoro di Andrea Fantoni.

#### Cupola

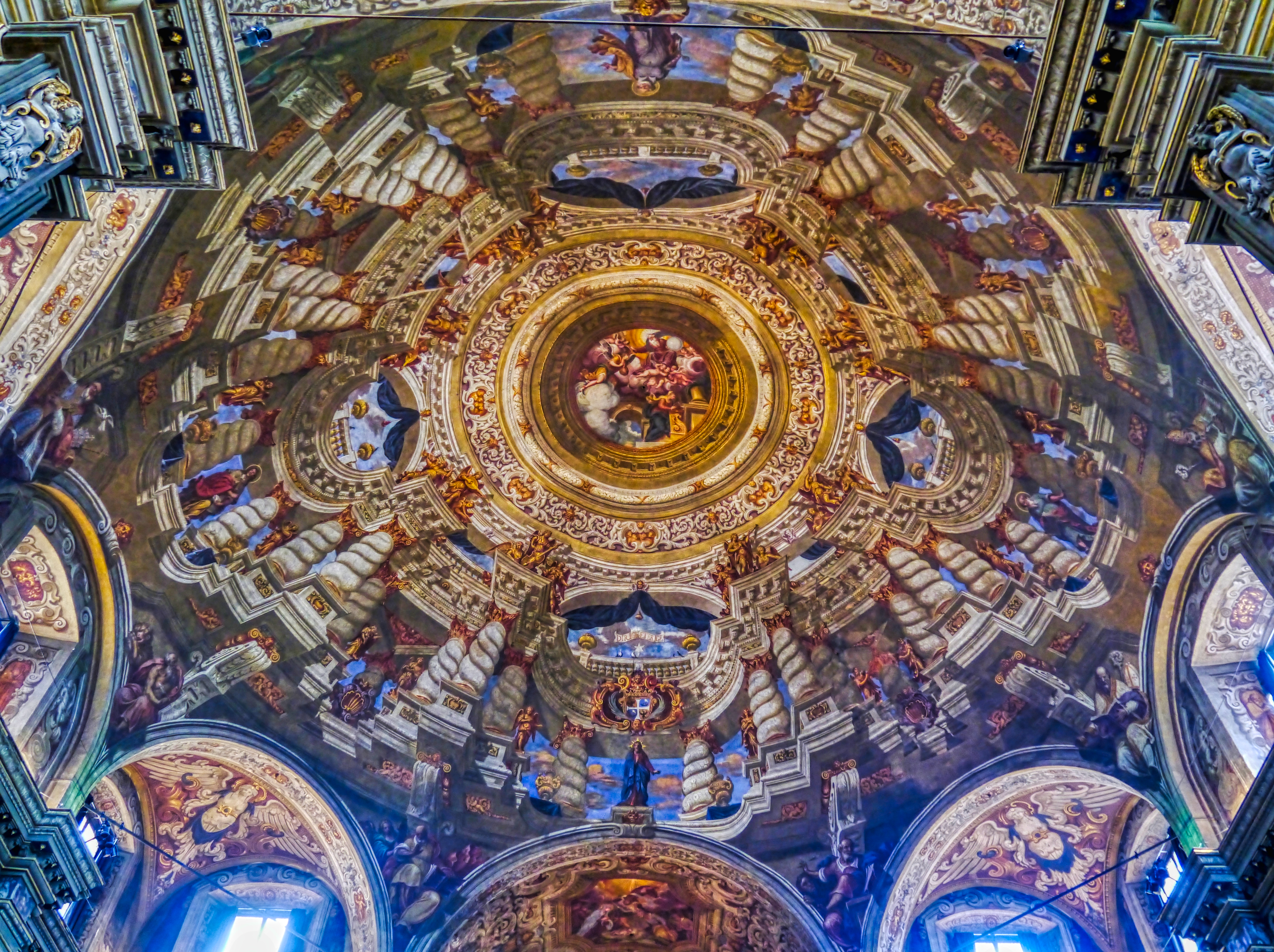
La cupola

La cupola, fu costruita nel 1640 a opera di Giovan Maria Bettera, su progetto di più di un architetto e con l'aiuto di maestranze di elevata capacità, ed è l'elemento di maggior rilievo dell'edificio di culto, dalla grande forma ottagonale priva di tamburo a ombrello poggiante su otto arconi che scaricano su quattro pilastri polilobati e sulle quattro paraste poste sulla parete degli ingressi, sia a nord che a sud, è di grandi dimensioni occupando tutto lo spazio interno dedicato ai fedeli: 22 m. l'asse trasversale, 19,70 m. quello longitudinale per un'altezza di 24,50 m. completamente decorata. La sua edificazione ha annullato le tre navate partendo dalla parte d'ingresso con copertura a botte, e terminando con la zona presbiteriale, presentando l'aula anche se non rispondente alle preferenze indicate da san Carlo Borromeo, nella sua visita pastorale del 1575, che prediligeva le chiese nella tradizionale composizione a croce latina dando però all'aula quello “splendore persuasivo” richiesto dopo il concilio tridentino.
La volta fu affrescata nel 1681 da Giovan Battista Lambranzi con una decorazione illusionistica che porta ad aumentare il senso di calotta della copertura. I quattro pilastri che reggono la cupola presentano la raffigurazione dei quattro evangelisti, mentre sugli altri appoggi sono raffigurati i quattro dottori della chiesa. La forma architettonica manda al concetto di perfezione di un edificio con l'inserito in un quadrato di una forma rotonda, a riprendere la visione conclusiva dell'Apocalisse di san Giovanni come raffigurazione della Gerusalemme celeste. Sullo spicchio posto in alto presso il presbiterio, è raffigurato lo stemma della famiglia Giovanelli, importante famiglia gandinese presente anche a Venezia. La cupola ospita nel punto più in alto la raffigurazione dell'Annunciazione, mentre il medaglione presso l'ingresso l'Annuncio dell'angelo a san Giuseppe, il lato opposto, presso il presbiterio la raffigurazione della Nascita di Gesù e l'Annuncio ai pastori. La parte sopra il presbiterio ospita la raffigurazione a fresco di Ottaviano Vivarini la Santissima Trinità con Dio Padre, Cristo, e la colomba dello Spirito Santo.
Il decoro è completo della raffigurazione di grandi mensole che reggono una fantasiosa architettura che pare appoggiare sulla raffigurazione dei quattro padri della chiesa: San Girolamo raffigurato con il leone, sant'Agostino con i libri delle scritture, sant'Ambrogio nel gesto di catechizzare con i libri sacri e san Gregorio Magno con la tiara di paga e la colomba sulla spalla, segno della sua illuminazione. Vi sono poi raffigurate le virtù.

### Macchina del culto dei morti
Il culto dei morti è molto sentito nella località di Gandino in particolare dopo la peste del 1630 che aveva seriamente colpito la comunità e trova la sua massima espressione nella giornata del 2 novembre e nella seconda domenica di quaresima quando la comunità dedica tre giornate al culto dei morti: “triduo dei morti”, solennità molto viva su tutto il territorio della bergamasca dal Settecento
La macchina del culto dei morti,  fu realizzata da Giovan Battista Caniana degli anni ottanta del Settecento ha la forma a raggiera con un diametro di cinque metri composta da più cerchi, mentre grandi portacandele che portano 116 candele, vengono posizionate sopra l'altare. Al centro della raggiera viene posto l'ostensorio dono seicentesco della famiglia Giovanelli. Durante la festività dei morti veniva anche modificato l'arredo degli altari con paramenti neri e la posa di un calafalco centrale, nonché la posa di figure macabre agli ingressi della chiesa.
 La prima raggiera fu commissionata a Donato Fantoni nel 1777 e fu pagata 958 lire, ma non soddisfò completamente i fedeli gandinesi, venendone commissionata una nuova al Caniana.

## Museo della basilica di Gandino
Attiguo alla basilica, si trova il museo che raccoglie numerose opere d'arte e oggetti sacri, legati alla storia del principale edificio religioso del paese. Inaugurato nel 1929, ristrutturato ed ampliato nel 1963, è suddiviso in tre sezioni. La prima raccoglie il materiale legato alla chiesa ed all'aspetto liturgico: a tal riguardo si segnalano paramenti sacri ed ornamenti, ma anche vere e proprie opere d'arte, quali le quattrocentesche croci realizzate da Matrenianus de Filippis, gli arazzi degli artisti belgi Frans Guebels, Cornelio ed Enrico Mattens, i dipinti di Luigi Benfatto, detto Alvise dal Friso  (l'Assunta), Pietro Mango (la Circoncisione), Niccolò Frangipane  (Caduta sotto la Croce), Antonio Balestra, Sebastiano Ricci, Domenico Carpinoni, Pietro Urbani, Albino Canali e Pietro Servalli. La seconda sezione, aperta nel 1998, è invece riservata alla collezione di presepi, situata in tre saloni al primo piano, che raggruppa circa 280 esemplari, mentre il terzo settore è invece dedicato all'archeologia tessile. Quest'ultima permette di comprendere al meglio la storia dell'economia gandinese, da sempre basata sull'industria tessile, che ha permesso al paese di arricchirsi e di prosperare per secoli.